# Mayschoß
Mayschoß est une municipalité allemande située dans le land de Rhénanie-Palatinat et l'arrondissement d'Ahrweiler, sur la rivière Ahr.

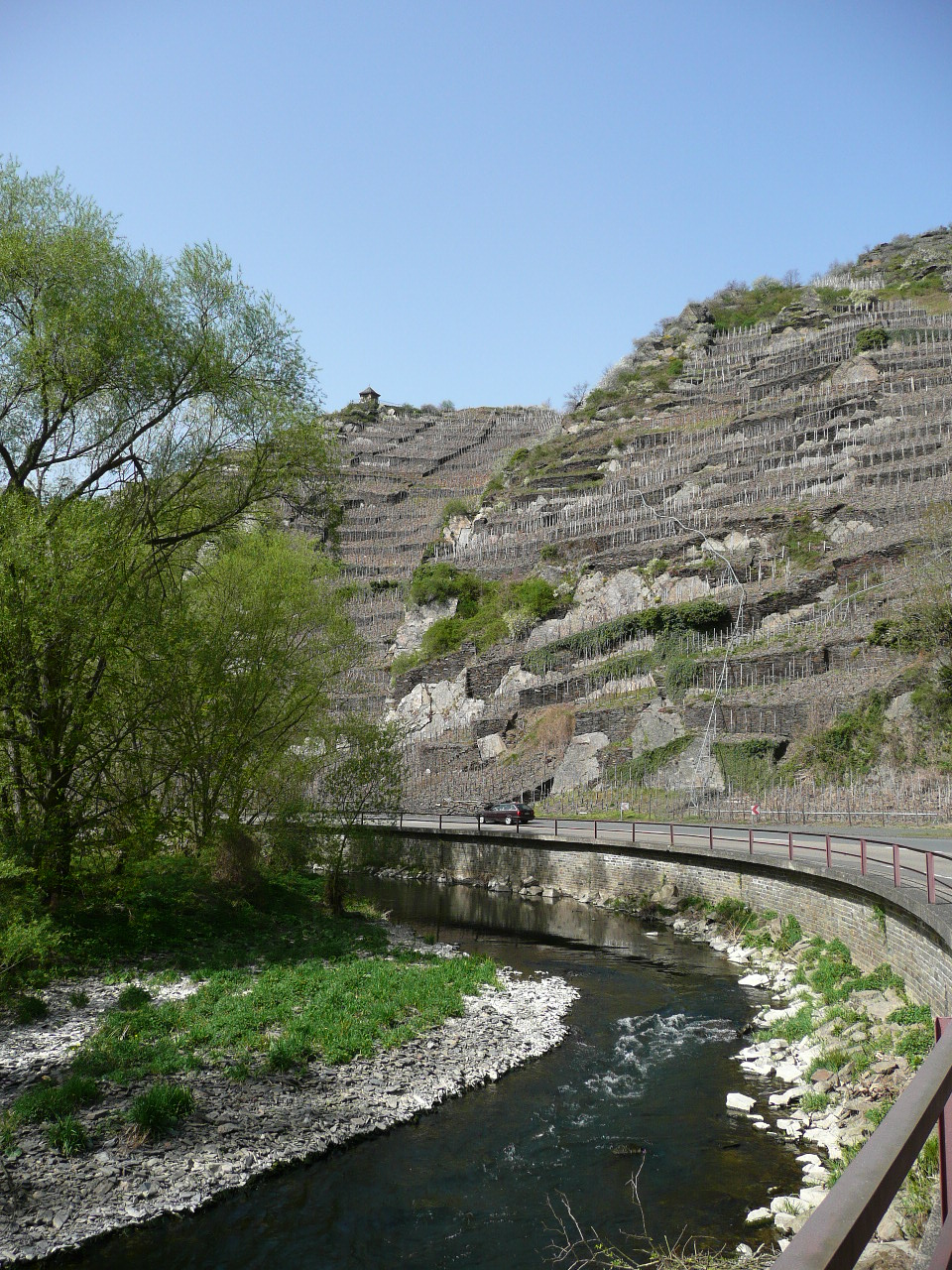
Le vignoble escarpé de Mayschoss produit un Spätburgunder (pinot noir) renommé